# 琼斯瓶子草
琼斯瓶子草（學名：Sarracenia jonesii）为瓶子草属食虫植物。其种加词“jonesii”来源于美国植物学家F·M·琼斯博士（F. M. Jones），其在20世纪初对瓶子草属物种进行了许多研究和调查。其分布于美国北卡罗来纳州和南卡罗来纳州
因琼斯瓶子草的大部分原生地已被破坏，所以很难评估该物种完整的多样性状况。

## 形态特征
琼斯瓶子草的捕虫瓶长15至50厘米，瓶口宽1.5至3厘米。其中部及下部较窄且细长。靠近瓶口处略微收缩，使捕虫瓶呈膨胀状。翼宽2至10毫米。叶片通常为黄绿色或橙色，内表面具红色网纹。少数植株网纹极其丰富。